# João Moura Caetano
João Benito de Moura Caetano (Portalegre (Portugal), 10 de Setembro de 1983) é um cavaleiro tauromáquico português.

## Biografia
Aprendeu com o seu pai, Paulo Caetano, a montar a cavalo, e, com apenas nove anos de idade, debutou como cavaleiro tauromáquico amador, na Praça de Toiros João Moura, em Monforte, na tarde de 13 de agosto de 1992. Após várias atuações em Portugal, apresentou-se em Espanha, na cidade raiana de Valverde del Fresno, em 15 de Agosto de 2000. Por ocasião da Feira de Abril, debutou na Real Maestranza de Sevilha em 17 de abril de 2004, numa tarde de lotação esgotada, em que a sua atuação valeu uma orelha do toiro de Fermin Bohorquez, que lidou. Em 2005 e 2007 abriu a temporada nas Fallas de Valência. Recebeu a alternativa das mãos de Paulo Caetano, na Monumental do Campo Pequeno, na noite de 8 de Junho de 2006, com o testemunho de Joaquim Bastinhas, sendo de Paulo Caetano o toiro da alternativa. No espaço de três dias toureou nas duas principais praças do toureio da Península Ibérica, pois deslocar-se-ia a Las Ventas, Madrid, dois dias depois, a 10 de junho, para se confirmar como profissional, tendo como padrinho Fermin Bohorquez, perante toiros de Sanchez Cobaleda. A 9 de Setembro de 2012 voltou à praça de Monforte para se encerrar na lide de seis toiros, pertencentes às ganadarias de Maria Guiomar Cortes de Moura (sua avo) e de Paulo Caetano.

## Família e vida pessoal
Filho do cavaleiro tauromáquico Paulo Caetano e de Maria Guiomar Cortes de Moura (por sua vez, filha da ganadeira com o mesmo nome e prima do cavaleiro João Moura); irmão mais velho da equitadora de alta competição Maria Caetano.
Foi casado com Joana Carvalho Rodrigues, com quem tem um filho, António (23 de maio de 2019 (5 anos)).
Em 2023, assumiu uma relação com a atriz e apresentadora da SIC Luciana Abreu. Em novembro do mesmo ano a artista anunciou o fim do namoro com Moura Caetano.
Em janeiro de 2024, assumiu o namoro com a atriz Bárbara Norton de Matos, relação que terminou em Junho de 2024..